# Gran Premio del Belgio 1989
Il Gran Premio del Belgio 1989 fu la undicesima gara della stagione 1989 del Campionato mondiale di Formula 1, disputata il 27 agosto sul Circuito di Spa-Francorchamps. La manifestazione vide la vittoria di Ayrton Senna su McLaren - Honda, seguito dal compagno di scuderia Alain Prost e da Nigel Mansell su Ferrari.

## Prima della gara
- La Tyrrell sostituì provvisoriamente Jean Alesi, impegnato nel Campionato di F3000, con Johnny Herbert.
- Pierre-Henri Raphanel passò dalla Coloni alla Rial, dove prese il posto di Volker Weidler.
- La Coloni rimpiazzò il pilota francese con Enrico Bertaggia.

## Qualifiche
Senna conquistò l'ottava pole position stagionale, battendo di più di mezzo secondo il compagno di squadra Prost. In seconda fila si piazzarono Berger e Boutsen, seguiti da Patrese e Mansell; chiudevano la top ten Nannini, Modena, Gugelmin e Warwick. Per la prima volta nella storia del team la Lotus non riuscì a qualificare nessuno dei suoi piloti.

### Prequalifiche
| Pos | No | Pilota             | Costruttore           | Tempo    | Distacco |
| --- | -- | ------------------ | --------------------- | -------- | -------- |
| 1   | 36 | Stefan Johansson   | Onyx-Ford             | 1:56.279 | —        |
| 2   | 29 | Michele Alboreto   | Larrousse-Lamborghini | 1:57.509 | +1.230   |
| 3   | 37 | Bertrand Gachot    | Onyx-Ford             | 1:57.720 | +1.441   |
| 4   | 30 | Philippe Alliot    | Larrousse-Lamborghini | 1:57.748 | +1.469   |
| 5   | 17 | Nicola Larini      | Osella-Ford           | 1:58.065 | +1.786   |
| 6   | 18 | Piercarlo Ghinzani | Osella-Ford           | 1:58.209 | +1.930   |
| 7   | 31 | Roberto Moreno     | Coloni-Ford           | 1:58.650 | +2.371   |
| 8   | 40 | Gabriele Tarquini  | AGS-Ford              | 1:59.432 | +3.153   |
| 9   | 34 | Bernd Schneider    | Zakspeed-Yamaha       | 2:00.713 | +4.434   |
| 10  | 35 | Aguri Suzuki       | Zakspeed-Yamaha       | 2:00.757 | +4.478   |
| 11  | 41 | Yannick Dalmas     | AGS-Ford              | 2:02.205 | +5.926   |
| 12  | 33 | Gregor Foitek      | EuroBrun-Judd         | 2:02.767 | +6.488   |
| 13  | 32 | Enrico Bertaggia   | Coloni-Ford           | 2:21.709 | +25.430  |

### Classifica
| Pos                     | No | Pilota                | Costruttore                             | Tempo    | Distacco |
| ----------------------- | -- | --------------------- | --------------------------------------- | -------- | -------- |
| 1                       | 1  | Ayrton Senna          | McLaren - Honda                         | 1:50.867 |          |
| 2                       | 2  | Alain Prost           | McLaren - Honda                         | 1:51.463 | +0.596   |
| 3                       | 28 | Gerhard Berger        | Ferrari                                 | 1:52.391 | +1.524   |
| 4                       | 5  | Thierry Boutsen       | Williams - Renault                      | 1:52.786 | +1.919   |
| 5                       | 6  | Riccardo Patrese      | Williams - Renault                      | 1:52.875 | +2.008   |
| 6                       | 27 | Nigel Mansell         | Ferrari                                 | 1:52.898 | +2.031   |
| 7                       | 19 | Alessandro Nannini    | Benetton - Ford Cosworth                | 1:55.075 | +4.208   |
| 8                       | 8  | Stefano Modena        | Brabham - Judd                          | 1:55.642 | +4.775   |
| 9                       | 15 | Maurício Gugelmin     | March - Judd                            | 1:55.729 | +4.862   |
| 10                      | 9  | Derek Warwick         | Arrows - Ford Cosworth                  | 1:55.864 | +4.997   |
| 11                      | 30 | Philippe Alliot       | Lola Larrousse - Lamborghini            | 1:55.890 | +5.023   |
| 12                      | 21 | Alex Caffi            | Dallara Scuderia Italia - Ford Cosworth | 1:55.892 | +5.025   |
| 13                      | 20 | Emanuele Pirro        | Benetton - Ford Cosworth                | 1:55.902 | +5.035   |
| 14                      | 23 | Pierluigi Martini     | Minardi - Ford Cosworth                 | 1:56.115 | +5.248   |
| 15                      | 36 | Stefan Johansson      | Onyx - Ford Cosworth                    | 1:56.129 | +5.262   |
| 16                      | 4  | Johnny Herbert        | Tyrrell - Ford Cosworth                 | 1:56.248 | +5.381   |
| 17                      | 25 | René Arnoux           | Ligier - Ford Cosworth                  | 1:56.251 | +5.384   |
| 18                      | 22 | Andrea De Cesaris     | Dallara Scuderia Italia - Ford Cosworth | 1:56.257 | +5.390   |
| 19                      | 16 | Ivan Capelli          | March - Judd                            | 1:56.291 | +5.424   |
| 20                      | 7  | Martin Brundle        | Brabham - Judd                          | 1:56.327 | +5.460   |
| 21                      | 3  | Jonathan Palmer       | Tyrrell - Ford Cosworth                 | 1:56.600 | +5.733   |
| 22                      | 29 | Michele Alboreto      | Lola Larrousse - Lamborghini            | 1:56.616 | +5.749   |
| 23                      | 37 | Bertrand Gachot       | Onyx - Ford Cosworth                    | 1:56.716 | +5.849   |
| 24                      | 10 | Eddie Cheever         | Arrows - Ford Cosworth                  | 1:56.748 | +5.881   |
| 25                      | 24 | Luis Pérez-Sala       | Minardi - Ford Cosworth                 | 1:56.957 | +6.090   |
| 26                      | 26 | Olivier Grouillard    | Ligier - Ford Cosworth                  | 1:57.027 | +6.160   |
| Vetture non qualificate |    |                       |                                         |          |          |
| NQ                      | 12 | Satoru Nakajima       | Lotus - Judd                            | 1:57.251 | +6.384   |
| NQ                      | 11 | Nelson Piquet         | Lotus - Judd                            | 1:57.771 | +6.904   |
| NQ                      | 38 | Christian Danner      | Rial - Ford Cosworth                    | 2:00.247 | +9.380   |
| NQ                      | 39 | Pierre-Henri Raphanel | Rial - Ford Cosworth                    | 2:02.937 | +12.070  |

## Gara

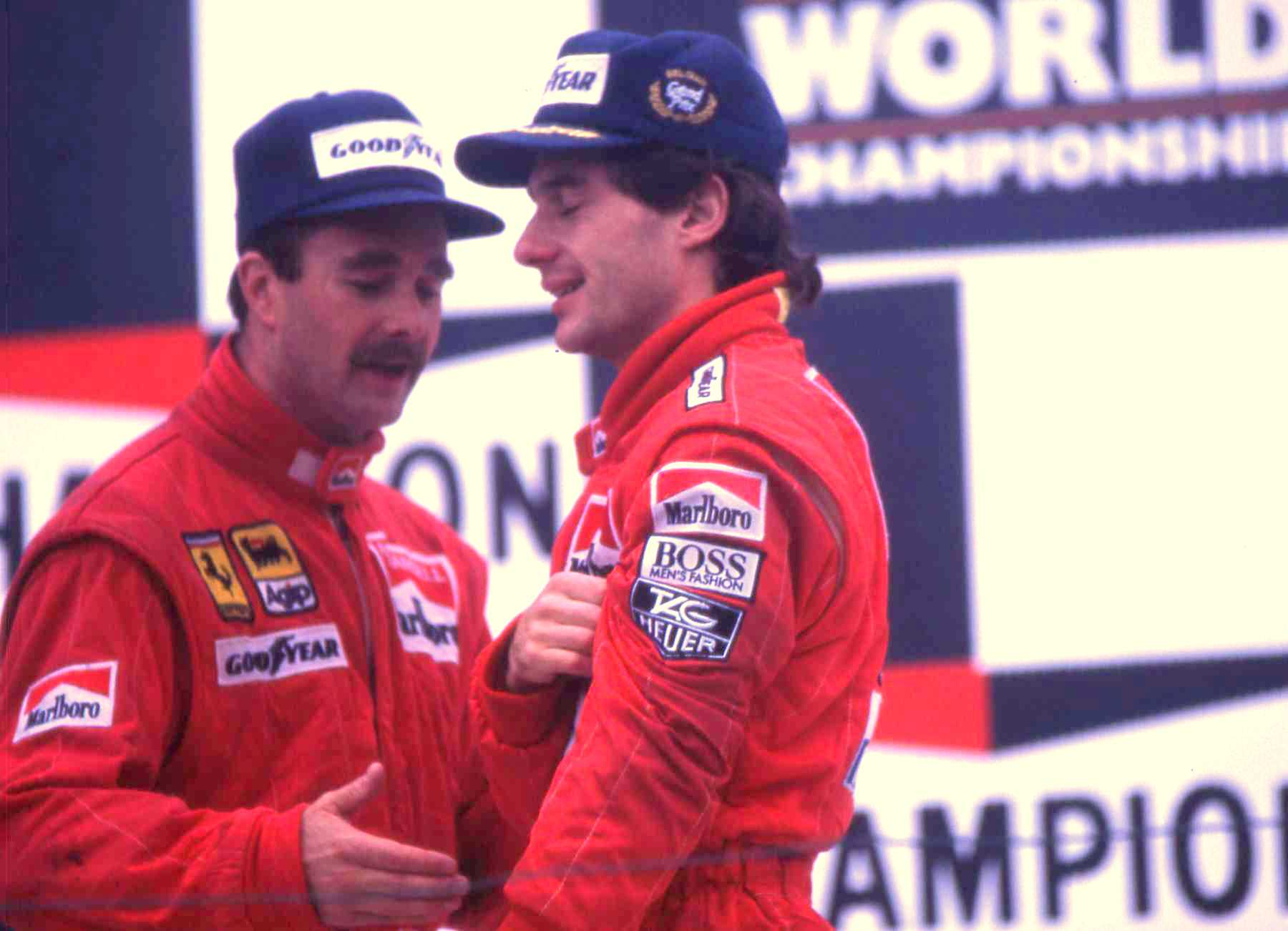
Da sinistra: il terzo classificato Nigel Mansell sul podio con il poleman e vincitore Ayrton Senna.

La gara prese il via con il circuito ancora umido per la pioggia caduta in mattinata; Senna mantenne agevolmente il comando davanti a Prost, Berger, Mansell, Boutsen e Patrese. Gli unici cambiamenti nelle prime posizioni furono i ritiri di Berger e Patrese; Senna rimase in testa per tutta la corsa, vincendo davanti a Prost, Mansell, Boutsen, Nannini e Warwick.

### Classifica
| Pos | N° | Pilota                | Costruttore                             | Giri | Tempo/Causa Ritiro             | Pos. partenza | Punti |
| --- | -- | --------------------- | --------------------------------------- | ---- | ------------------------------ | ------------- | ----- |
| 1   | 1  | Ayrton Senna          | McLaren - Honda                         | 44   | 1:40:54.196                    | 1             | 9     |
| 2   | 2  | Alain Prost           | McLaren - Honda                         | 44   | + 1.304                        | 2             | 6     |
| 3   | 27 | Nigel Mansell         | Ferrari                                 | 44   | + 1.824                        | 6             | 4     |
| 4   | 5  | Thierry Boutsen       | Williams - Renault                      | 44   | + 54.408                       | 4             | 3     |
| 5   | 19 | Alessandro Nannini    | Benetton - Ford Cosworth                | 44   | + 1:08.805                     | 7             | 2     |
| 6   | 9  | Derek Warwick         | Arrows - Ford Cosworth                  | 44   | + 1:18.316                     | 10            | 1     |
| 7   | 15 | Maurício Gugelmin     | March - Judd                            | 43   | + 1 Giro                       | 9             |       |
| 8   | 36 | Stefan Johansson      | Onyx - Ford Cosworth                    | 43   | + 1 Giro                       | 15            |       |
| 9   | 23 | Pierluigi Martini     | Minardi - Ford Cosworth                 | 43   | + 1 Giro                       | 14            |       |
| 10  | 20 | Emanuele Pirro        | Benetton - Ford Cosworth                | 43   | + 1 Giro                       | 13            |       |
| 11  | 22 | Andrea De Cesaris     | Dallara Scuderia Italia - Ford Cosworth | 43   | + 1 Giro                       | 18            |       |
| 12  | 16 | Ivan Capelli          | March - Judd                            | 43   | + 1 Giro                       | 19            |       |
| 13  | 26 | Olivier Grouillard    | Ligier - Ford Cosworth                  | 43   | + 1 Giro                       | 26            |       |
| 14  | 3  | Jonathan Palmer       | Tyrrell - Ford Cosworth                 | 42   | + 2 Giri                       | 21            |       |
| 15  | 24 | Luis Pérez-Sala       | Minardi - Ford Cosworth                 | 41   | + 3 Giri                       | 25            |       |
| 16  | 30 | Philippe Alliot       | Lola Larrousse - Lamborghini            | 39   | Motore                         | 11            |       |
| Rit | 10 | Eddie Cheever         | Arrows - Ford Cosworth                  | 38   | Perdita della ruota posteriore | 24            |       |
| Rit | 37 | Bertrand Gachot       | Onyx - Ford Cosworth                    | 21   | Testacoda                      | 23            |       |
| Rit | 6  | Riccardo Patrese      | Williams - Renault                      | 20   | Collisione con M.Alboreto      | 5             |       |
| Rit | 29 | Michele Alboreto      | Lola Larrousse - Lamborghini            | 19   | Collisione con R.Patrese       | 22            |       |
| Rit | 21 | Alex Caffi            | Dallara Scuderia Italia - Ford Cosworth | 13   | Testacoda                      | 12            |       |
| Rit | 7  | Martin Brundle        | Brabham - Judd                          | 12   | Problemi ai freni              | 20            |       |
| Rit | 28 | Gerhard Berger        | Ferrari                                 | 9    | Testacoda                      | 3             |       |
| Rit | 8  | Stefano Modena        | Brabham - Judd                          | 9    | Problemi allo sterzo           | 8             |       |
| Rit | 25 | René Arnoux           | Ligier - Ford Cosworth                  | 4    | Collisione con P.Alliot        | 17            |       |
| Rit | 4  | Johnny Herbert        | Tyrrell - Ford Cosworth                 | 3    | Testacoda                      | 16            |       |
| NQ  | 12 | Satoru Nakajima       | Lotus - Judd                            |      |                                |               |       |
| NQ  | 11 | Nelson Piquet         | Lotus - Judd                            |      |                                |               |       |
| NQ  | 38 | Christian Danner      | Rial - Ford Cosworth                    |      |                                |               |       |
| NQ  | 39 | Pierre-Henri Raphanel | Rial - Ford Cosworth                    |      |                                |               |       |
| NPQ | 17 | Nicola Larini         | Osella - Ford Cosworth                  |      |                                |               |       |
| NPQ | 18 | Piercarlo Ghinzani    | Osella - Ford Cosworth                  |      |                                |               |       |
| NPQ | 31 | Roberto Moreno        | Coloni - Ford Cosworth                  |      |                                |               |       |
| NPQ | 40 | Gabriele Tarquini     | AGS - Ford Cosworth                     |      |                                |               |       |
| NPQ | 34 | Bernd Schneider       | Zakspeed - Yamaha                       |      |                                |               |       |
| NPQ | 35 | Aguri Suzuki          | Zakspeed - Yamaha                       |      |                                |               |       |
| NPQ | 41 | Yannick Dalmas        | AGS - Ford Cosworth                     |      |                                |               |       |
| NPQ | 33 | Gregor Foitek         | EuroBrun - Judd                         |      |                                |               |       |
| NPQ | 32 | Enrico Bertaggia      | Coloni - Ford Cosworth                  |      |                                |               |       |

## Classifiche

### Piloti
| Pos. | Pilota             | Punti |
| ---- | ------------------ | ----- |
| 1    | Alain Prost        | 62    |
| 2    | Ayrton Senna       | 51    |
| 3    | Nigel Mansell      | 38    |
| 4    | Riccardo Patrese   | 25    |
| 5    | Thierry Boutsen    | 20    |
| 6    | Alessandro Nannini | 14    |
| 7    | Nelson Piquet      | 9     |
| 8    | Michele Alboreto   | 6     |
| 9    | Eddie Cheever      | 6     |
| 10   | Derek Warwick      | 6     |
| 11   | Johnny Herbert     | 5     |
| 12   | Maurício Gugelmin  | 4     |
| 13   | Stefano Modena     | 4     |
| 14   | Andrea De Cesaris  | 4     |
| 15   | Alex Caffi         | 4     |
| 16   | Christian Danner   | 3     |
| 17   | Jean Alesi         | 3     |
| 18   | René Arnoux        | 2     |
| 19   | Stefan Johansson   | 2     |
| 20   | Pierluigi Martini  | 2     |
| 21   | Jonathan Palmer    | 1     |
| 22   | Martin Brundle     | 1     |
| 23   | Gabriele Tarquini  | 1     |
| 24   | Olivier Grouillard | 1     |
| 25   | Luis Pérez-Sala    | 1     |

### Costruttori
| Pos. | Team                                    | Punti |
| ---- | --------------------------------------- | ----- |
| 1    | McLaren - Honda                         | 113   |
| 2    | Williams - Renault                      | 45    |
| 3    | Ferrari                                 | 38    |
| 4    | Benetton - Ford Cosworth                | 19    |
| 5    | Arrows - Ford Cosworth                  | 12    |
| 6    | Tyrrell - Ford Cosworth                 | 10    |
| 7    | Lotus - Judd                            | 9     |
| 8    | Dallara Scuderia Italia - Ford Cosworth | 8     |
| 9    | Brabham - Judd                          | 5     |
| 10   | March - Judd                            | 4     |
| 11   | Rial - Ford Cosworth                    | 3     |
| 12   | Ligier - Ford Cosworth                  | 3     |
| 13   | Minardi - Ford Cosworth                 | 3     |
| 14   | Onyx - Ford Cosworth                    | 2     |
| 15   | AGS - Ford Cosworth                     | 1     |